# David Font i Rodríguez
David Font Rodríguez (Barcelona, 6 de maig de 2000) és un jugador de bàsquet català. Juga d'escorta i actualment forma part de la plantilla del CB Bahía Sant Agustí de la Lliga LEB Plata, la tercera divisió del bàsquet a Espanya. És germà del també jugador de bàsquet Aleix Font.

## Carrera esportiva
Va començar la seva trajectòria esportiva a les categories inferiors del FC Barcelona, fins a arribar a formar part de l'equip júnior el 2017.
El gener del 2018, es va proclamar campió del concurs de triples de la 38a edició del Torneig de l'Hospitalet.
A la temporada 2017/18 debuta a la LEB Or amb el filial del FC Barcelona al partit davant del Melilla Baloncesto i formaria part de l'equip de LEB Or per a la temporada 2018/19.
El juliol de 2021, signa pel Basket Navarra Club de la Lliga LEB Plata d'Espanya.
A la temporada 2022-23, signa pel CB Bahía Sant Agustí de la Lliga LEB Plata.